# جوليان كينيدي
جوليان كينيدي (بالإنجليزية: Julian Kennedy)‏ هو لاعب كرة قدم أمريكي، ولد في 23 يوليو 2002 في أورلاندو في الولايات المتحدة.